# Rieseberg-Morde
Die Rieseberg-Morde waren ein Verbrechen von Nationalsozialisten kurz nach deren „Machtergreifung“ 1933, bei dem Angehörige der SS am 4. Juli 1933 in der Nähe des kleinen Ortes Rieseberg bei Königslutter am Elm, ca. 30 km östlich von Braunschweig, elf Männer ermordeten.

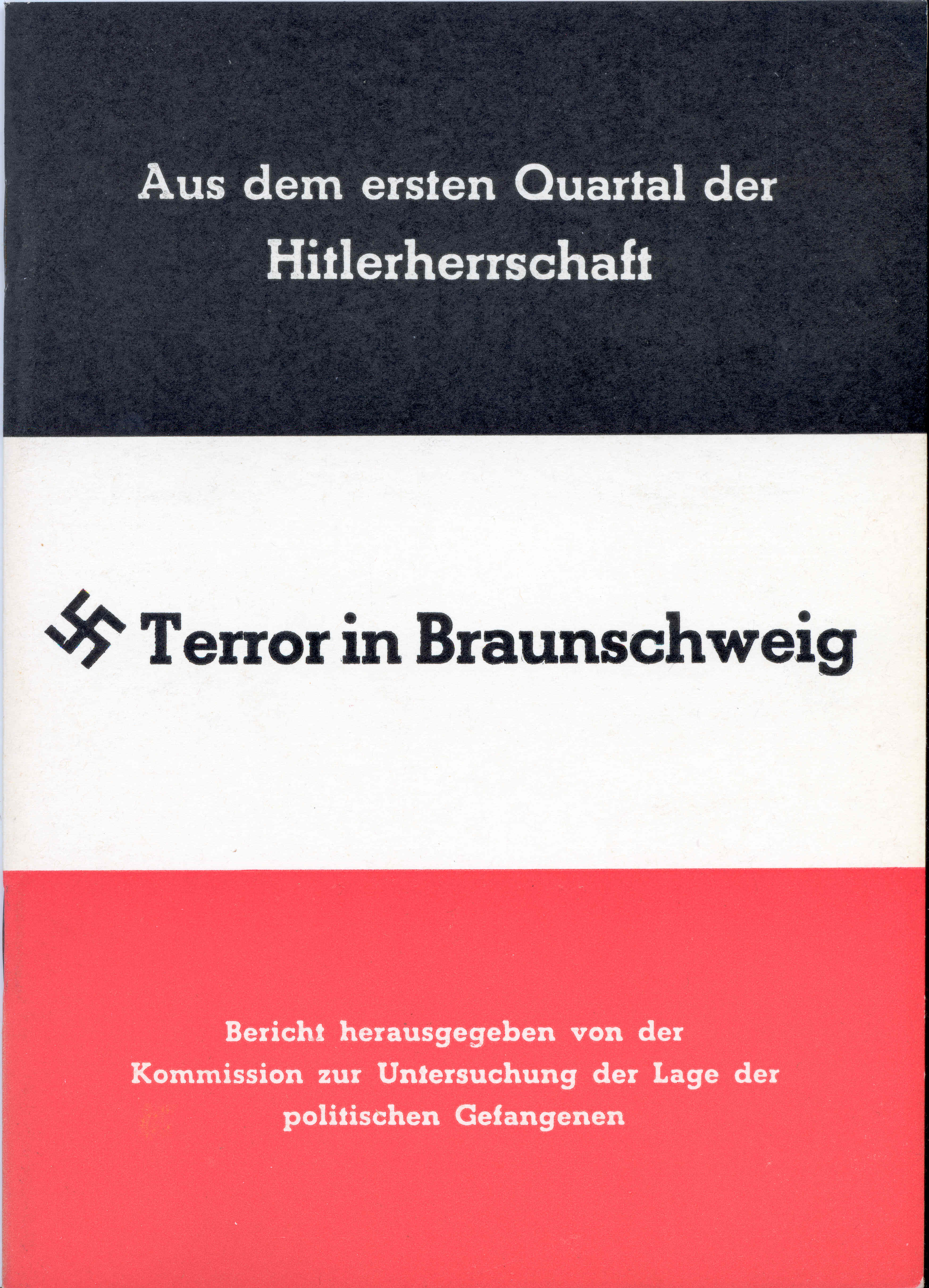
Terror in Braunschweig von Hans Reinowski aus dem Jahre 1933

Das Verbrechen wurde noch im selben Jahr international durch die auf Deutsch, Englisch und Französisch erschienene Veröffentlichung Terror in Braunschweig von Hans Reinowski bekannt.

## Vorgeschichte
Nach der Machtergreifung des NS-Regimes am 30. Januar 1933 kam es in der Stadt und dem Freistaat Braunschweig wie auch in großen Teilen des Reichsgebiets sehr bald zu brutalen Übergriffen gegenüber politisch Andersdenkenden (Gewerkschafter, katholische Jugendorganisationen, KPD, SPD etc.) durch Anhänger der NSDAP und ihr angeschlossene bzw. nahestehende Organisationen (z. B. SA, SS, Stahlhelm).
Am  29. Juni 1933 gingen in Braunschweig in Zivil gekleidete SA- und SS-Männer gegen politische Gegner unter der dortigen Arbeiterschaft vor. Sie suchten nach Personen, die kurz zuvor illegale Flugblätter verteilt hatten. Während dieser Aktion im Braunschweiger Arbeiterviertel Eichtal trafen an der Kreuzung Eichtalstraße, Gartenkamp, Spinnerstraße zwei SS-Trupps aufeinander, die sich gegenseitig für die Gesuchten hielten und aufeinander schossen. Der SS-Angehörige Gerhard Landmann wurde dabei tödlich getroffen. Dies wurde auch 1950 vom SA-Angehörigen Gattermann im entsprechenden Prozess (s. u.) bestätigt. Gattermann war kurz nach dem Tode Landmanns am Tatort eingetroffen und nahm an, nachdem er selbst die Örtlichkeit und die Tatumstände geprüft hatte, Freundbeschuss sei für den Tod Landmanns ursächlich gewesen. Nachdem er dies geäußert habe, sei er allerdings vom braunschweigischen Landespolizeichef und SS-Obergruppenführer Friedrich Jeckeln, der ebenfalls kurz nach dem Vorfall am Tatort eingetroffen war, zurechtgewiesen worden.

## Die „Schuldigen“

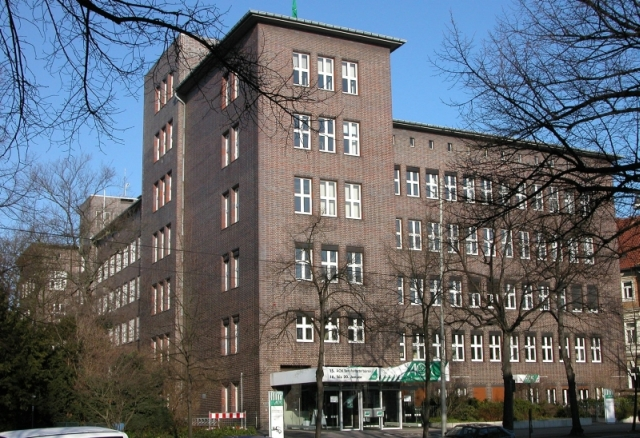
Das Braunschweiger AOK-Gebäude: „Schutzhaft“-Gefängnis der Hilfspolizei

Dennoch versuchten kurz nach der Tat zunächst mehrere Personen bzw. Personengruppen, den tatsächlichen Tatverlauf realitätsgetreu zu rekonstruieren, so z. B. ein Hauptwachtmeister der herbeigerufenen Braunschweiger Polizei, des Weiteren Gattermann, der von Jeckeln mit der Ermittlung beauftragt worden war. Gattermann kam nach der Vernehmung mehrerer SS-Männer zu dem Ergebnis, dass der Schütze nur aus den Reihen der SS stammen könne. Zum gleichen Ergebnis gelangte auch ein SS-Führer, der zugleich Privatsekretär des braunschweigischen Ministerpräsidenten und Innenministers Dietrich Klagges war und eigene Untersuchungen durchführte, sowie noch ein weiterer SS-Mann, der seinen Bericht an Jeckeln weiterleitete, der diesen wiederum an Klagges übergab.
Trotz dieser deutlichen Sachlage entschlossen sich Jeckeln und Klagges wider besseres Wissen, die Tat Kommunisten anzulasten, die Tat für die Ziele der Nationalsozialisten auszuschlachten und die eigentlichen Umstände des Todes zu vertuschen. Ein offizielles Ermittlungsverfahren wurde nicht eingeleitet; alle Bestrebungen, dies zu tun, wurden aktiv unterbunden. Über die örtliche Presse sowie durch Mundpropaganda wurde umgehend damit begonnen, die Tat den Kommunisten in die Schuhe zu schieben.

## Die Landmann-Welle

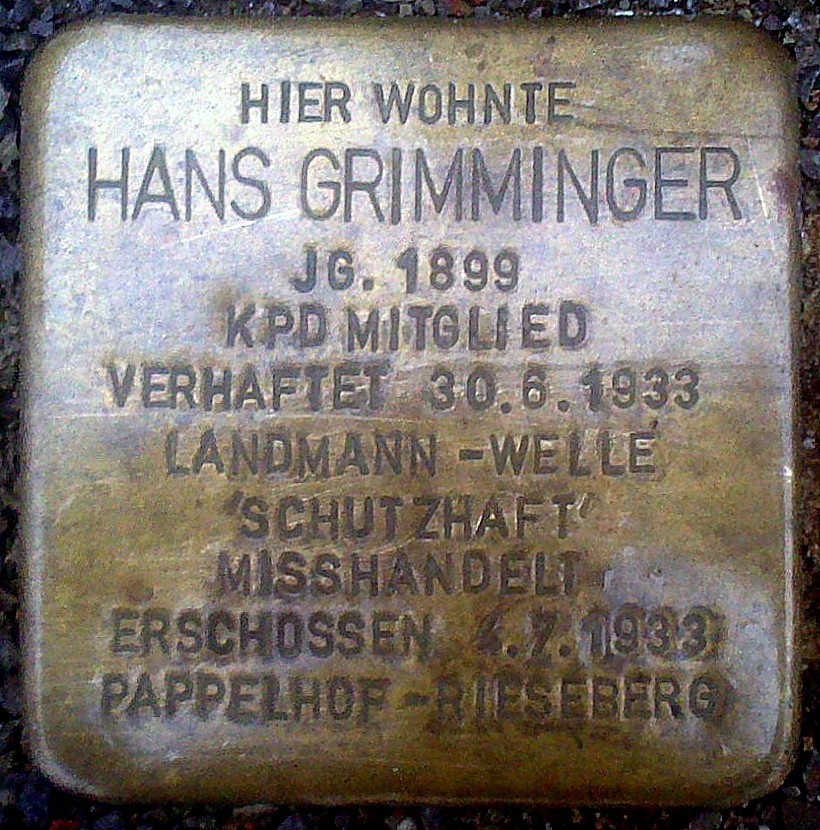
Stolperstein für Hans Grimminger vor dem Haus Julius-Konegen-Straße 15

Der damalige Potsdamer Polizeipräsident Graf Helldorff hatte die Parole ausgegeben, für jeden getöteten Nationalsozialisten müssten jeweils zehn Marxisten sterben. Nach dieser Maxime schien man in Braunschweig vorgehen zu wollen: Unmittelbar nach dem Tode Landmanns leitete Jeckeln eine groß angelegte Aktion zur Verfolgung politischer Gegner unter dem Vorwand der Fahndung nach den flüchtigen Mördern des SS-Mannes ein. Diese Aktion, in Anlehnung an den Namen des Getöteten „Landmann-Welle“ genannt, umfasste den gesamten Freistaat.
So wurden mehrere Hundert Personen, die „üblichen Verdächtigen“ der Nationalsozialisten, verhaftet und in das von der SA zuvor besetzte und zum „Schutzhaft“-Gefängnis zweckentfremdete AOK-Gebäude in der Fallersleber Straße verbracht, wo sie z. T. tagelang gefoltert wurden, um Informationen und Geständnisse zu erpressen, darunter auch der 20-jährige Angestellte Alfred Staats, der KPD-Mitglied war. Er wurde im AOK-Gebäude so lange gefoltert, bis er schließlich den Mord an Landmann gestand. Nach dem erpressten „Geständnis“ plante Jeckeln, Staats am Tage der Beerdigung Landmanns, die von der NSDAP mit viel Pathos als politisches Großereignis inszeniert wurde, auf dem Nußberg öffentlich hängen zu lassen. Klagges lehnte dies jedoch ab. Daraufhin ließ Jeckeln auf eigene Veranlassung im AOK-Gebäude weitere Gefangene aussuchen, an denen zusammen mit Staats ein Exempel statuiert werden sollte.

## Die Morde

### Der Tatort
Als Tatort suchte sich Jeckeln den Pappelhof bei Rieseberg aus, ca. 30 km östlich von Braunschweig. Der Hof liegt abgelegen vom Ort in Richtung des Rieseberger Moores. Bis zum 2. Mai 1933, dem Tag, an dem die Nationalsozialisten sämtliches Vermögen der Gewerkschaften beschlagnahmten und für ihre Zwecke einzogen, war der Pappelhof Gewerkschaftseigentum gewesen und hatte u. a. als Ferienheim für Arbeiterkinder gedient.
Die Gefangenen wurden am 4. Juli per Lastkraftwagen zum Pappelhof transportiert. Laut Zeugenaussage aus dem Jahre 1950 waren am Nachmittag des Tages außer den Gefangenen lediglich die beiden SS-Männer Meyer und Adler sowie das Hausmeister-Ehepaar mit deren Tochter auf dem Hof.
Laut Aussage des Ehepaares wurden die Gefangenen noch über mehrere Stunden von den beiden SS-Männern aufs Schwerste misshandelt. Gegen 23 Uhr sei schließlich ein PKW auf den Hof gefahren, dem vier bis fünf Personen entstiegen, die die Gefangenen erschossen. Einige Tage darauf wurden die Leichen auf dem Rieseberger Friedhof in ungekennzeichneten Gräbern verscharrt.

### Die Opfer

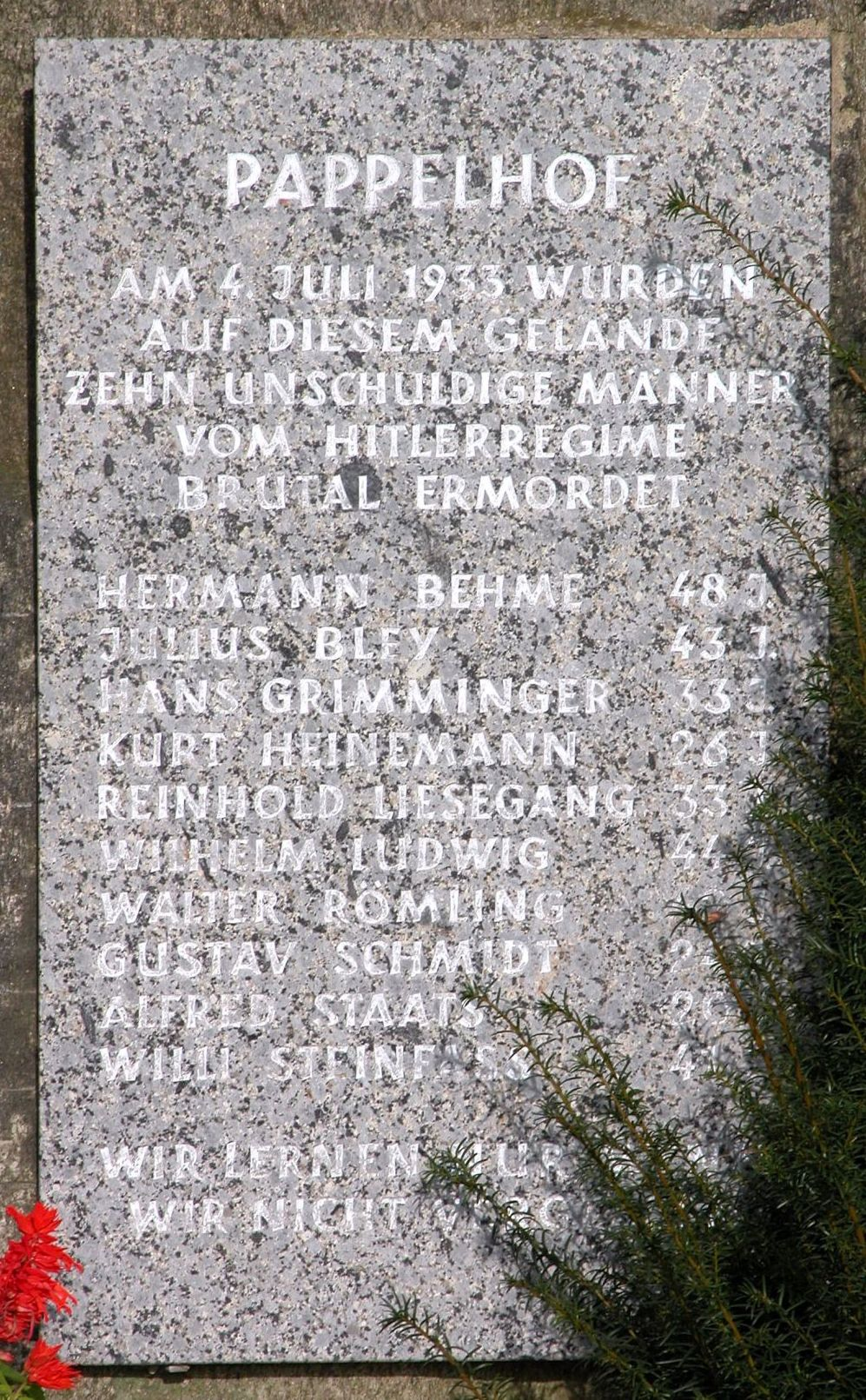
Gedenkstein auf dem Pappelhof

- Hermann Behme (* 11. November 1884 in der Nähe von Klein Mahner), Dreher, Mitglied des Spartakusbundes und der KPD. Angestellter bei der Braunschweiger Firma MIAG, dort Betriebsratsvorsitzender
- Julius Bley (* 11. Januar 1890, Köln), Chemigraf und KPD-Mitglied
- Hans Grimminger (* 26. Juli 1899 in Braunschweig), Schlosser bei der MIAG, KPD-Mitglied
- Kurt Heinemann (* 16. Dezember 1906 in Echternach), Schneider in Schöningen, KPD-Mitglied und „Halbjude“
- Reinhold Liesegang (* 6. Juni 1900 in Güsten), Schweißer bei Voigtländer, Gewerkschafts- und KPD-Mitglied
- Wilhelm Ludwig (* 28. August 1888 in Braunschweig), Arbeiter bei der Reichsbahn und KPD-Mitglied
- Walter Römling (* 12. Oktober 1890 in Braunschweig), Hilfsarbeiter bei der MIAG (dort im Betriebsrat), nacheinander Mitglied der SPD, des Spartakusbundes und der KPD
- Gustav Schmidt (* 9. Oktober 1908 in Holzwickede), Lehramtsstudent an der Technischen Hochschule Braunschweig und Mitbegründer der dortigen Sozialistischen Studentengruppe.
- Alfred Staats (* 20. November 1912 in Braunschweig), Angestellter und KPD-Mitglied
- Willi Steinfass (* 13. Mai 1892 in Braunschweig), ungelernter Arbeiter bei der MIAG, KPD-Mitglied

Als die Leichen der Ermordeten 1953 exhumiert wurden, fand man einen elften Toten, der bis zu diesem Zeitpunkt nicht bekannt war und dessen Identität bis heute nicht zweifelsfrei geklärt ist. Es wird vermutet, es handelt sich um
- Kurt Hirsch (* ?), Student.[2]

## Fehlgeschlagene Vertuschungsversuche
Der Öffentlichkeit, die durch NS-Propaganda und entsprechend lancierte Zeitungsartikel in der von den Nationalsozialisten gesteuerten Presse in den Tagen nach dem Tode Landmanns schon im Sinne der Partei ideologisch beeinflusst worden war, wurde suggeriert, der Tod der „Schutzhäftlinge“ sei das Werk „Unbekannter“, die den Tod des SS-Manns rächen wollten. Dennoch machten schon sehr bald nach dem 4. Juli 1933 Gerüchte über die tatsächlichen Todesumstände die Runde, da es aufgrund der Vielzahl der Beteiligten bzw. Zeugen in Rieseberg selbst, aber auch in Braunschweig und andernorts unmöglich war, den tatsächlichen Ablauf der Ereignisse zu verheimlichen oder zu verfälschen.
Gattermann sagte 1950 weiterhin aus, dass Jeckeln bereits kurz nach Mitternacht, also am 5. Juli, auf dem Pappelhof eingetroffen sei, wenig später gefolgt von der Braunschweiger Mordkommission, die den von der SS gemeldeten „Überfall“ und Mehrfachmord untersuchen wollte. Schließlich erschien auch noch Oberstaatsanwalt Rasche aus Braunschweig. Obwohl ein Amtsgerichtsrat des Amtsgerichts Königslutter sowie ein Justizinspektor ein amtliches Protokoll aufnahmen und die Mordkommission am Tatort ihre Arbeit aufnahm, sorgte Oberstaatsanwalt Rasche dafür, dass die Staatsanwaltschaft Braunschweig kein amtliches Schreiben erhielt und infolgedessen auch nicht tätig wurde. Der 1950 ebenfalls in Braunschweig stattfindende Prozess gegen Ex-Ministerpräsident Dietrich Klagges erbrachte, dass auch dieser mitgeholfen hatte, die Verfolgung der Täter zu vereiteln.

## Repressionen gegen Familienangehörige
Am 24. Juli verbreitete die KPD ein Flugblatt in Braunschweig, das die Rieseberg-Morde anprangerte. Zu dieser Zeit war den Kommunisten noch nicht bekannt, welche Personen zu den Opfern gehörten. Zunächst wurde unter ihnen auch der ehemalige Ministerpräsident des Freistaates Braunschweig, Heinrich Jasper, vermutet, der seit der „Machtergreifung“ ebenfalls massiven Repressionen ausgesetzt war (er wurde am 19. Februar 1945 im KZ Bergen-Belsen ermordet). Am 4. August tauchte ein weiteres KPD-Flugblatt auf, auf dem die Namen von vier Opfern standen.
Die Angehörigen der Opfer wurden einige Wochen nach der Tat, Anfang August, über Verbleib und Schicksal der Männer mit einer lapidaren amtlichen Kurzmitteilung in Kenntnis gesetzt. Der jeweils identische Text lautete:

„Es wird Ihnen mitgeteilt, daß Ihr Ehemann bei einem Überfall auf dem Pappelhof zu Tode gekommen ist. Um Weiterungen zu vermeiden, ist die Beisetzung in Rieseberg erfolgt.“

Das Verbrechen ließ sich aber nicht vertuschen, geschweige denn verheimlichen – im Gegenteil: Aus dem Ende 1933 veröffentlichten Bericht der „Kommission zur Untersuchung der Lage der politischen Gefangenen“ (s. u. unter Literatur), der nicht nur auf Deutsch, sondern auch auf Englisch und Französisch erschien, geht eindeutig hervor, dass der Öffentlichkeit die Fakten großenteils schon recht bald bekannt waren. So wurde schon damals davon ausgegangen, dass Landmann entweder absichtlich oder versehentlich von eigenen SS-Kameraden erschossen worden war und dass die Nationalsozialisten die Gunst der Stunde zur Abrechnung und Diskreditierung politischer Gegner – in diesem Fall KPD und SPD – nutzen wollten. Bekannt war weiterhin, dass die Leichen auf dem Friedhof Rieseberg verscharrt worden waren.
In der Folgezeit sahen sich die Familien der Opfer erheblichen Repressionen ausgesetzt. Der Zugang zum Friedhof war für die Angehörigen der Ermordeten zunächst gesperrt. Später stellte das Staatsministerium Erlaubnisscheine zum Besuch der Gräber aus. Der Friedhof wurde einige Zeit von der SS bewacht und durfte von den Angehörigen erst nach Meldung bei der Wache auf dem Pappelhof betreten werden.
Die Ehefrauen der Ermordeten Römling und Liesegang konnten dem Druck nicht lange standhalten und flohen u. a. aus Angst, man könne ihnen die Kinder wegnehmen, mit diesen in die Sowjetunion, aus der sie nach Ende des Zweiten Weltkriegs nach Ost-Berlin übersiedelten.
Frau Heinemann erlitt weitaus mehr. Der ermordete Kurt Heinemann war nach nationalsozialistischer Definition Halbjude. Seine Frau Helene Heinemann war Christin; die vier Kinder – darunter zwei Söhne – waren evangelisch, galten aber als „Vierteljude“. 1941 überstellte die Jugendbehörde die Brüder Günther und Wolfgang Heinemann  als bildungs- und erziehungsunfähig an die Fürsorgeerziehung und brachte sie in den Neuerkeroder Anstalten unter. Am 16. Juni 1943 verfügte das Braunschweiger Staatsministerium die Einweisung der Brüder in die Landesheilanstalt Hadamar. Dort wurden sie  am 6. Juli 1943 bzw. 14. August 1943 ermordet. Die Mutter hatte sich nach der Todesnachricht des ersten Sohnes vergeblich bemüht, ihren zweiten Sohn zu sich zu holen. Helene Heinemann verweigerte daraufhin die weitere Arbeit in der Rüstungsindustrie. Deshalb wurde sie vom Sondergericht Braunschweig mit drei Monaten Gefängnis bestraft. Frau Heinemann und ihre beiden  Töchter überlebten den Krieg.

## Die Täter

### Tatbeteiligte und Hintermänner
Wie viele Personen letztendlich die Morde verübt haben bzw. direkt oder indirekt an deren Planung und Ausführung beteiligt waren, ist nicht geklärt. So ist z. B. bis heute nicht bekannt, wer die vier bis fünf Personen waren, die dem Pkw entstiegen und die Morde ausführten. Die mittelbare Beteiligung des NSDAP-Ministerpräsidenten und Innenministers des Freistaates Braunschweig Dietrich Klagges sowie des Justiz- und Finanzministers Friedrich Alpers ist jedoch erwiesen.
Als erwiesen gilt auch, dass folgende SS-Angehörige unmittelbar (z. B. bei den Misshandlungen im AOK-Gebäude) beteiligt waren:
- Albert Adler
- Peter Behrens (Sekretär Klagges’)
- Reinhard Krügel
- Karl-Hermann Meyer
- Paul Szustak

Des Weiteren waren zumindest noch folgende Personen mittelbar an der Tat beteiligt:
- Friedrich Jeckeln, der Anstifter, war während des Zweiten Weltkrieges in den besetzten „Ostgebieten“ (zuletzt im Range eines Generals der Waffen-SS) aktiv an Massenmorden (u. a. in Babi Jar, Rowno, Dnepropetrowsk und im Ghetto Riga) beteiligt bzw. für deren Planung und Ausführung verantwortlich. 1946 wurde er dafür von einem sowjetischen Kriegsgericht zum Tode verurteilt und in Riga gehängt.
- Friedrich Alpers (war vom 8. Mai 1933 bis 1934 Finanz- und Justizminister der braunschweigischen Landesregierung)
- Otto Gattermann, ehemaliges SA-Mitglied, wurde nach Kriegsende zu einer Freiheitsstrafe verurteilt.
- Kleist, ehemaliges SS-Mitglied, wahrscheinlich für das durch Folter erpresste „Geständnis“ Alfred Staats’ verantwortlich, überlebte den Krieg nicht.

### Der Nachkriegs-Prozess
Mit Haftbefehl vom 16. April 1946 wurde nach den Verdächtigen gefahndet, 1950 leitete das Schwurgericht Braunschweig ein Verfahren gegen sie ein. Die überführten Täter wurden zu Freiheitsstrafen zwischen vier und 25 Jahren verurteilt, zumeist aber schon nach kurzer Freiheitsstrafe auf Bewährung entlassen. Klagges wurde wegen „Billigung“ der Morde zu einer Freiheitsstrafe verurteilt.
Meyer, einer der Hauptbeteiligten, hatte sich dem Zugriff der Justizbehörden entzogen, indem er nach dem Krieg unter falschem Namen in Süddeutschland untertauchte, wo er erst 1996 aufgespürt werden konnte. Bevor das Verfahren gegen ihn eingeleitet werden konnte, verstarb er.

## Gedenken

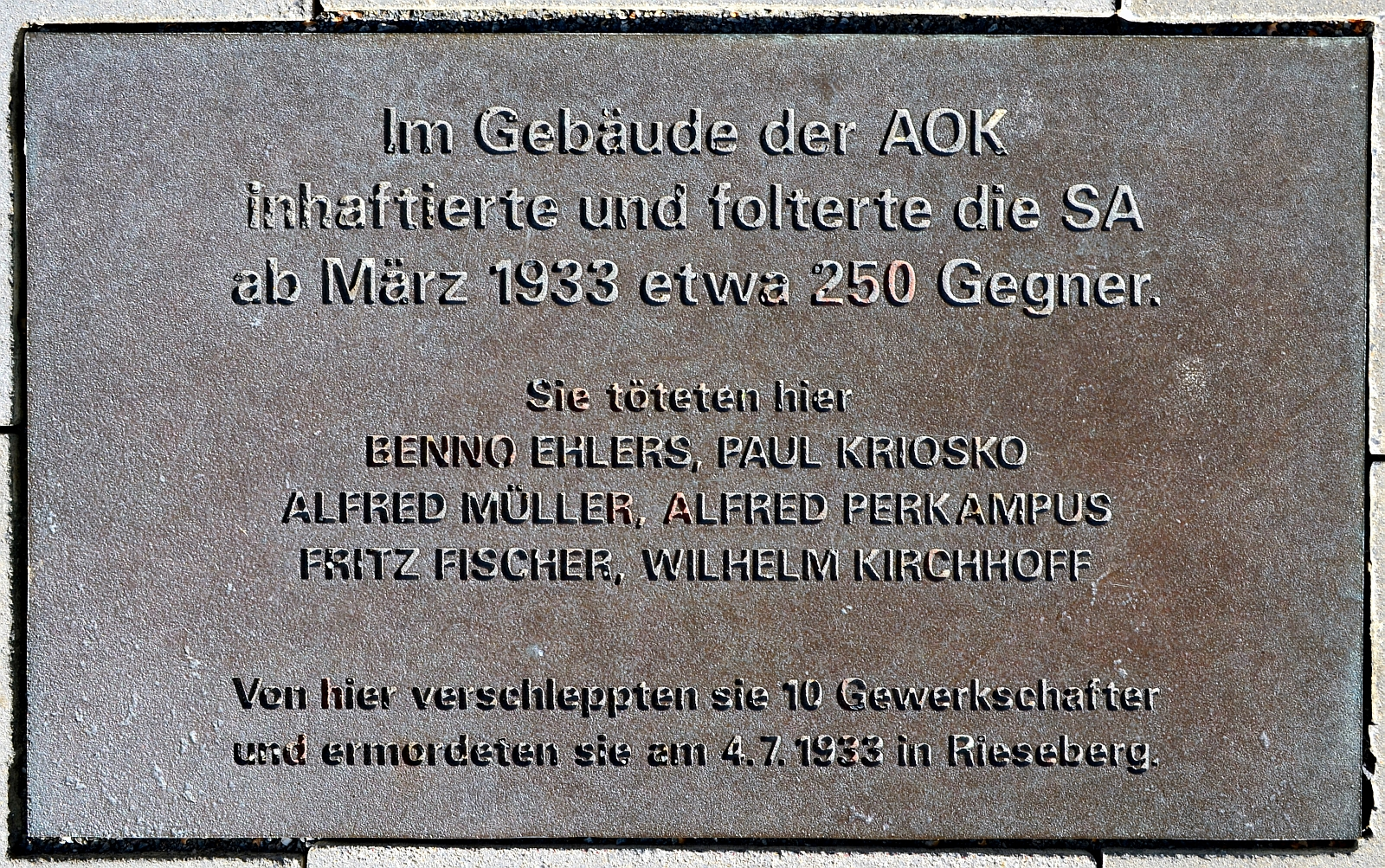
Gedenktafel vor dem AOK-Gebäude für die Opfer der Rieseberg-Morde.

### Gedenkkarte
Bereits wenige Wochen nach dem Mord tauchten von der KPD angefertigte Gedenkkarten in Form eines Fotos der Gräber mit den handschriftlich vermerkten Namen der zehn Getöteten auf (von einem elften war damals nichts bekannt), die heimlich verkauft wurden. Der Erlös diente der Unterstützung der Hinterbliebenen der Opfer.

### Exhumierung und Beisetzung

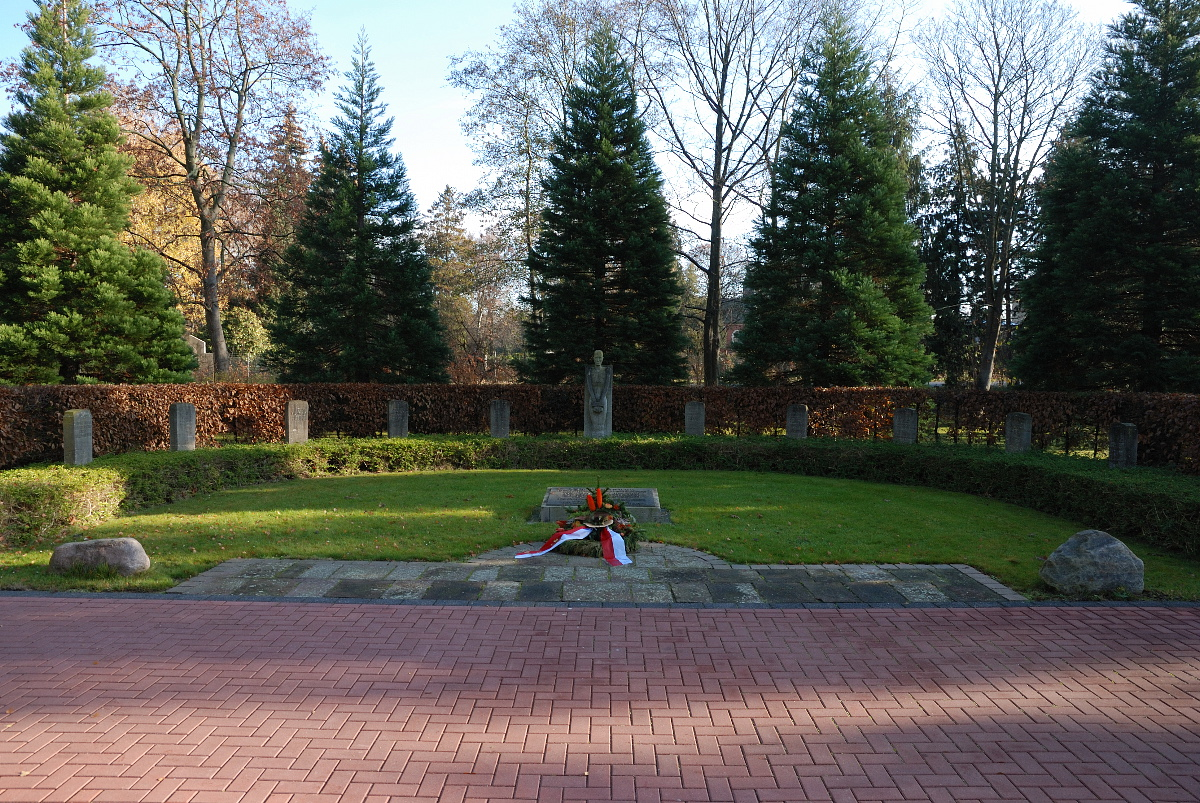
Denkmal für die Opfer der Rieseberg-Morde auf dem Stadtfriedhof in Braunschweig.

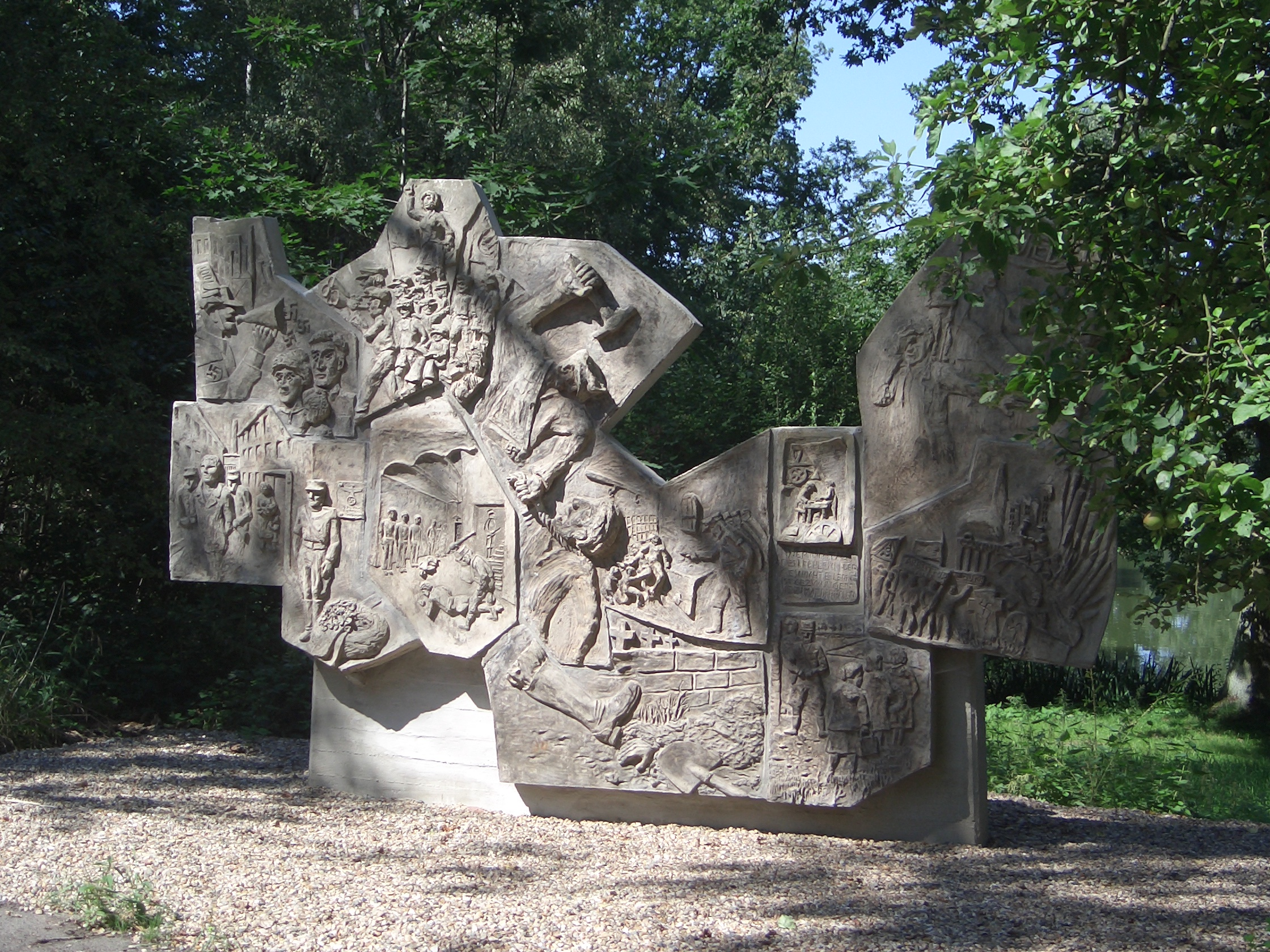
Denkmal „4. Juli 1933“ in der Nähe des ehemaligen Gewerkschaftsheimes Pappelhof in Rieseberg.

Am 22. Juli 1953 wurden die Leichen auf Wunsch der Angehörigen exhumiert und zwecks Obduktion nach Braunschweig gebracht. Der Untersuchungsbericht gibt Auskunft über die Todesursache der einzelnen Personen: Die meisten Opfer waren durch Kopfschuss getötet worden, etliche wiesen zusätzliche schwere Verletzungen wie (z. T. mehrfache) Knochen- und Schädelbrüche auf. Bei zwei der Toten ließ sich die Todesursache nicht (mehr) feststellen.
Nach Abschluss der Untersuchungen wurden die sterblichen Überreste am 21. August eingeäschert und die Urnen zu einer Gedenkstätte für die Toten von Rieseberg auf dem Braunschweiger Stadtfriedhof überführt, wo sie unter großer Anteilnahme der Bevölkerung am 14. November 1953 beigesetzt wurden. Einzig die Urne Kurt Heinemanns wurde auf Bitten seiner Frau nach Schöningen überführt und dort beigesetzt.
Am Tatort Pappelhof, der sich mittlerweile in Privateigentum befindet, steht seit 1959 ein Gedenkstein. Er ist an der Grundstückseinfahrt aufgestellt. 1983 wurde das Denkmal „4. Juli 1933“ in Rieseberg aufgestellt.

### Rieseberg-Forum
Seit den 1950er Jahren organisiert der Deutsche Gewerkschaftsbund in Braunschweig Gedenkveranstaltungen für die Ermordeten. In diesem Zusammenhang gründete der DGB 1995 das „Rieseberg-Forum“. In der Zwischenzeit wird das Forum abwechselnd von verschiedenen Braunschweiger Schulen mitorganisiert und -gestaltet. Die Forum-Ergebnisse jedes Jahres werden anschließend veröffentlicht.